# Rhytidoponera versicolor
Rhytidoponera versicolor är en myrart som beskrevs av Brown 1958. Rhytidoponera versicolor ingår i släktet Rhytidoponera och familjen myror. Inga underarter finns listade i Catalogue of Life.